# Kim Yoon-seok
Kim Yoon-seok (* 21. Januar 1968 in Busan, Südkorea) ist ein südkoreanischer Schauspieler.

## Leben
2015 spielte er an der Seite von Gang Dong-won die Hauptrolle in dem Exorzismus-Film The Priests. Darin verkörpert er einen erfahrenen Priester und einen der wenigen, die noch Exorzismen durchführen können. Er versucht ein Mädchen, das von einem Dämonen besessen scheint, zu retten und den Dämonen zu vernichten. Kim und Gang traten bereits in War of the Wizards (2009) gemeinsam auf, dort jedoch als Gegenspieler.

## Filmografie

### Filme
- 1994: Young Lover (어린 연인 Eorin Yeonin)
- 2001: Kiss Me Much (베사메무쵸 Besamemuchyo)
- 2004: To Catch a Virgin Ghost (시실리2km Sisil-ri 2km)
- 2004: The Big Swindle (범죄의 재구성)
- 2005: My Girl and I (파랑주의보 Perangjuuibo)
- 2005: Running Wild (야수 Yasu)
- 2005: All for Love (내 생애 가장 아름다운 일주일)
- 2005: Buhwal (부활)
- 2006: Tazza: The High Rollers (타짜)
- 2006: Like a Virgin (천하장사 마돈나)
- 2007: The Happy Life (즐거운 인생 Jeulgeoun Insaeng)
- 2008: The Chaser (추격자 Chugyeokja)
- 2009: Running Turtle (거북이 달린다)
- 2009: War of the Wizards (전우치 Jeon U-chi)
- 2010: The Yellow Sea (황해 Hwanghae)
- 2011: Punch (완득이 Wandeugi)
- 2012: The Thieves (도둑들 Dodukdeul)
- 2013: Namjjok-euro Twieo (남쪽으로 튀어)
- 2013: Hwayi: A Monster Boy (화이: 괴물을 삼킨 아이)
- 2014: Sea Fog (해무 Haemu)
- 2014: Tazza: The Hidden Card (타짜: 신의 손 Tajja: Sin-ui Son)
- 2015: C’est Si Bon (쎄시봉)
- 2015: The Classified File (극비수사 Geukbisusa)
- 2015: The Priests (검은 사제들 Geomeun Sajedeul)
- 2017: The Fortress (Namhansanseong)
- 2017: 1987
- 2018: Dark Figure of Crime
- 2023: Noryang

### Fernsehserien
- 2024: The Frog